# Chagai-I
Chagai-I se refiere a los seis ensayos nucleares subterráneos realizados por Pakistán, bajo el liderazgo del primer ministro Nawaz Sharif, en el mes de mayo de 1998. Fueron nombrados Chagai-I, porque las pruebas se llevaron a cabo en el distrito de Chagai (provincia de Baluchistán). Estas pruebas nucleares resultaron en una variedad de sanciones contra Pakistán y la India por un gran número de estados. Con las pruebas de estos seis artefactos nucleares, Pakistán se convirtió así en el 7.º país en el mundo en desarrollar y probar con éxito armas nucleares.

## Nacimiento del programa atómico pakistaní
El programa nuclear pakistaní se inició en enero de 1972, después de que Zulfikar Ali Bhutto llegó al poder político. La guerra de liberación de Bangladés y la guerra indo-pakistaní de 1971 fue una guerra y una lección inolvidable al establecimiento político y militar de Pakistán. Destacó la necesidad de contar con una fuerte y muy bien entrenada fuerza  militar con una capacidad global para defenderse del enemigo, notablemente de las Fuerzas Armadas de la India. El legado de la guerra de 1971 había dejado cicatrices profundas en la sociedad civil pakistaní, así como la miseria política y militar. El ex primer ministro de Pakistán Zulfikar Ali Bhutto, quien es ampliamente recordado en el mundo como el "Padre del Programa Atómico de Pakistán", estímulo a Pakistán a iniciar un programa para desarrollar armas atómicas, haciendo a Munir Ahmad Khan como el jefe encargado del programa atómico . El presidente de PAEC se considera a menudo como el "padrino del programa nuclear de Pakistán", Munir Ahmed Khan dirigió el programa durante casi dos décadas. La prueba atómica India de 1974 en Pokhran impulsó el Gobierno de Pakistán a subir su velocidad para desarrollar programas de armas atómicas en  tres a cinco años.
El programa, al principio, fue encabezado por el científico nuclear y destacado físico el Dr. Abdus Salam (que más tarde ganó el Premio Nobel de Física) para el desarrollo de dispositivos nucleares. Entonces, Munir Ahmad Khan, un científico de la OIEA también se unió al programa y, posteriormente, se convirtió en jefe del programa atómico de Pakistán. En julio de 1976, el dr. Abdul Qadir Khan, que aún trabajaba como científico superior en el URENCO Group también se unió al programa atómico. El Dr. Qadeer Khan, junto con el renombrado ingeniero militar teniente general Zahid Ali Akbar fundaron los entonces Laboratorios de Investigación de Ingeniería. Después de décadas de construir y desarrollar de manera encubierta la construcción y el desarrollo del programa atómico y de dispositivos atómicos relacionados. Pakistán bajo el liderazgo del primer ministro Nawaz Sharif, probó sus seis dispositivos nucleares subterráneos en las colinas de Chagai.

## Preparación para las pruebas atómicas
Los planes para realizar una prueba atómica comenzó en 1976 cuando los investigadores de la Comisión de Energía Atómica de Pakistán (PAEC) visitaban con frecuencia la zona para encontrar una ubicación adecuada para una prueba nuclear subterránea, de preferencia una montaña de granito. Después de un día de estudio largo y ajetreado, los científicos de PAEC escogieron la montaña de granito Koh Kambaran en el rango de Ras Koh en la división Baluchistán de Chagai, en 1978. Su punto más alto se eleva hasta una altura de 3.009 metros (las fuentes varían). El administrador de la ley marcial de la provincia, el general Rahimuddin Khan, encabezó la construcción de los potenciales lugares de prueba a lo largo de la década de 1980.
En marzo de 2005, la ex primera ministra pakistaní Benazir Bhutto dijo que Pakistán pudo haber tenido un arma atómica mucho antes de que su padre le dijera desde la cárcel que los preparativos para un ensayo nuclear se había hecho en 1977 y que esperaba tener un ensayo atómico de un dispositivo nuclear en agosto de 1977. Sin embargo, el plan fue trasladado a diciembre de 1977 y más tarde se retrasó indefinidamente. En una entrevista con Geo TV, el Dr. Samar Mubarakmand de la Comisión de Energía Atómica de Pakistán, dijo que el equipo de la Comisión de Energía Atómica de Pakistán desarrolló el diseño de la bomba atómica en 1978 y había llevado a cabo con éxito una prueba fría después de desarrollar la primera bomba atómica en 1983.

## Dispositivos atómicos y rendimientos de las pruebas
La PAEC llevó a cabo cinco pruebas nucleares subterráneas en el sitio de pruebas de Chagai a las 3:16 p. m. (PST) en la tarde del 28 de mayo de 1998. El rendimiento de las pruebas se informó fueron de 40 kt. Después de las pruebas, el entonces primer ministro de Pakistán Nawaz Sharif se dirigió a la nación a través del canal gubernamental PTV Pakistán felicitado a la nación entera, seguido de días de fiesta en todo Pakistán.

## Reacción en Pakistán
La Dirección de Desarrollo Técnico del PAEC que llevó a cabo las pruebas Chagai emitió la siguiente declaración poco después de las pruebas:

La misión tiene, por un lado, aumentar la moral de la nación de Pakistán, dándole una posición honorable en el mundo nuclear, mientras que por otro lado valido la teoría científica, el diseño y los resultados anteriores de las pruebas frías. Todo esto es más que justificante de la creación y el establecimiento de la Dirección de Desarrollo Técnico a más de 20 años atrás.

A través de estos años críticos de desarrollo de dispositivos nucleares, la contribución de liderazgo cambió de manos del Sr. Munir Ahmad Khan al Dr. Ahmad Ishfaq y, finalmente, a la Dra. Samar Mubarakmand (Miembro Técnica).

Estos científicos e ingenieros de talento, junto con un equipo muy dedicado trabajaron de manera lógica y económica para diseñar, producir y probar un dispositivo extremadamente robusto para la nación y que dará fuerza a la República Islámica de Pakistán.

## Reacciones mundiales
Las pruebas de Pakistán fueron condenados por la comunidad internacional. Brasil declaró que "lamenta" la decisión de Pakistán de llevar a cabo las pruebas. En una declaración oficial el 28 de mayo de 1998, el Ministerio francés de Relaciones Exteriores denunció las cinco pruebas nucleares de Pakistán. El presidente francés, Jacques Chirac imploró a Pakistán que se abstuviera de realizar nuevos ensayos. Irán también criticó las pruebas, con una declaración formal por parte del portavoz del ministerio iraní de asuntos exteriores, Mahmoud Mohammadi expresando su profunda preocupación por la proliferación nuclear pakistaní. Robin Cook, ministro de Asuntos Exteriores de Gran Bretaña, expresó su consternación ante las pruebas. Kofi Annan, el secretario general de las Naciones Unidas, lamentó las pruebas diciendo que "exacerbaron las tensiones en una relación de por sí difícil".
El Consejo de Seguridad de las Naciones Unidas condenó las cinco pruebas nucleares de Pakistán. "El Consejo deplora profundamente los ensayos nucleares subterráneos realizados por Pakistán" pese a los llamamientos internacionales a la moderación, dijo en un comunicado de Kenia Njugumu Moisés Mahugu, presidente del consejo de 15 miembros.
En una conferencia de prensa el 28 de mayo de 1998, el presidente de Estados Unidos Bill Clinton condenó los ensayos nucleares de Pakistán, diciendo: "Lamento la decisión". También prometió amonestación a Islamabad con las mismas sanciones que los Estados Unidos había impuesto a la India ". Clinton firmó las sanciones económicas contra Pakistán que prohibió miles de millones de dólares en préstamos de instituciones multilaterales.